# Вулиця Валова (Тернопіль)
Вулиця Валова (за Австро-Угорщини — Валова, за Польщі — Валова, А. Брюкнера, за УРСР — Музейна) — одна з найдавніших вулиць Тернополя, нині пішохідна.
Починається від вулиці Гетьмана Сагайдачного і закінчується на Дениса Січинського, через арку будинку № 19 виходить на Руську. До Валової примикає невелика вуличка Академіка О. Брюкнера. довжина вулиці — приблизно 200 метрів.

## Історія

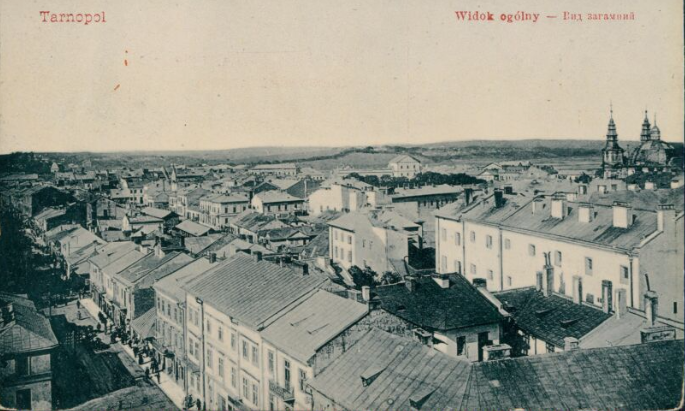
Будівля реальної школи (центр світлини, 1908—1915)

Усі житлові будинки (за винятком будівлі УМВС) зведені між 1907 і 1937 роками. Сама ж Валова виникла на зламі XVIII і ХІХ століть, коли на її місці розібрали давній вал, який оточував Тернопіль з 1540-х років. Укріплення розрівняли і засипали, але вони дали назву вулиці.
У вересні 1859 року на Валовій, на місці теперішньої споруди обласної міліції, відкрили «нижчу» реальну школу, яка після розпорядження від 1 квітня 1896 реорганізовувалася у Вищу. У 1901 році Вища реальна школа переїхала в приміщення на сучасній вулиці Коперника. А на Валовій ненадовго запрацювала Українська державна гімназія імені Франца Йосифа І. Пізніше в гімназійному будинку розмістили школу імені Словацького. З червня 1941 року за цією ж адресою запрацював краєзнавчий музей. Цю будівлю уже в 1970-х роках визнали аварійною і згодом знесли, а на її місці спорудили приміщення нинішнього управління Національної поліції України в Тернопільській області.
У 1930 році вулицю назвали іменем видатного славіста Александера Брюкнера, однак містяни надалі називали її Валовою.
Після боїв 1944 року вціліли більшість будинків Валової: збереглися старовинна бруківка (оновлена 2012 року), подекуди — довоєнні двері, ковані перила і ліпнина на стінах. На стіні будинку № 9 є загадкова абревіатура TSD, яку й досі не вдалося розшифрувати. На фасаді будинку № 4 видніється довоєнна табличка з номером 243 — за адресною книгою 1935—1936 років відповідний номер телефону належав підприємцеві Володимиру Клебудзинському, який виробляв і продавав кахлі.
У радянські часи і до 1990-х у будинку № 5 діяв «Гастроном».

## Сучасність
Вулиця Валова зараз створена пішохідною, це улюблене місце тернопільських художників та митців.
У 2012 році вулицю Валову відремонтували: відреставрували фасади будинків, по-новому вклали старовинну бруківку, замінивши її подекуди сучасною, оновили каналізацію та встановили у бруківці уздвовж вулиці ліхтарі.

## Архітектура

### Пам'ятки архітектури
Майже всі будинки вулиці Валової є пам'ятками архітектури місцевого значення: № 1, 3, 4, 5, 6, 7, 8, 9, 10, 12, 14, 16, 18. Будинки № 12, 14 і 16 за їх архітектурну подібність називають «будинками-близнюками».
У північно-східному крилі будинку Управління Національної поліції України в Тернопільській області раніше була тюрма, де ув'язнювалися жертви тоталітарного режиму.

### Пам'ятники
25 вересня 2016 року біля будівлі Головного управління Національної поліції в Тернопільській області відкрили пам'ятник Ігорю Ґереті.

## Установи
- книгарня «Є»
- Головне управління Національної поліції в Тернопільській області

## Транспорт
Сучасна вулиця Валова є пішохідною. Найближчі зупинки громадського транспорту є на вулиці Руській.

## У мистецтві та літературі
Вулиця Валова є популярною в картинах художників, поетичних та прозових творах, відеофільмах.
- «Іван та кобила» — в епізодах фільму Володимира Фесенка можна побачити, як виглядала вулиця на початку 1990-их років
- «Валова»[недоступне посилання з червня 2019] — пісня з альбому «Мурка» (2009) тернопільського гумориста Гриця Драпака

В інтернеті діє сайт про Тернопіль, який названий на честь вулиці — «На Валовій» [Архівовано 20 листопада 2015 у Wayback Machine.].

## Світлини

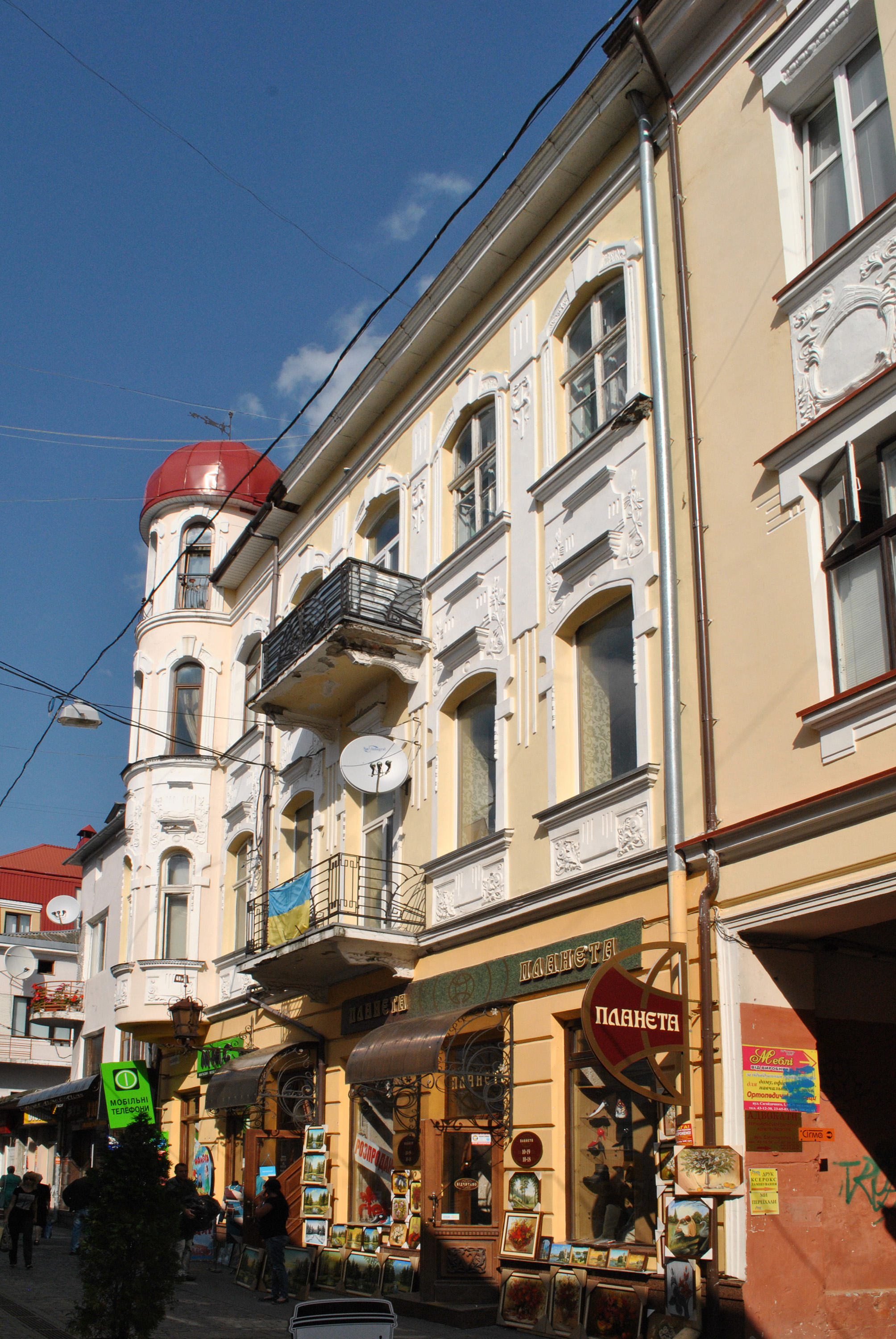
Будинок № 3
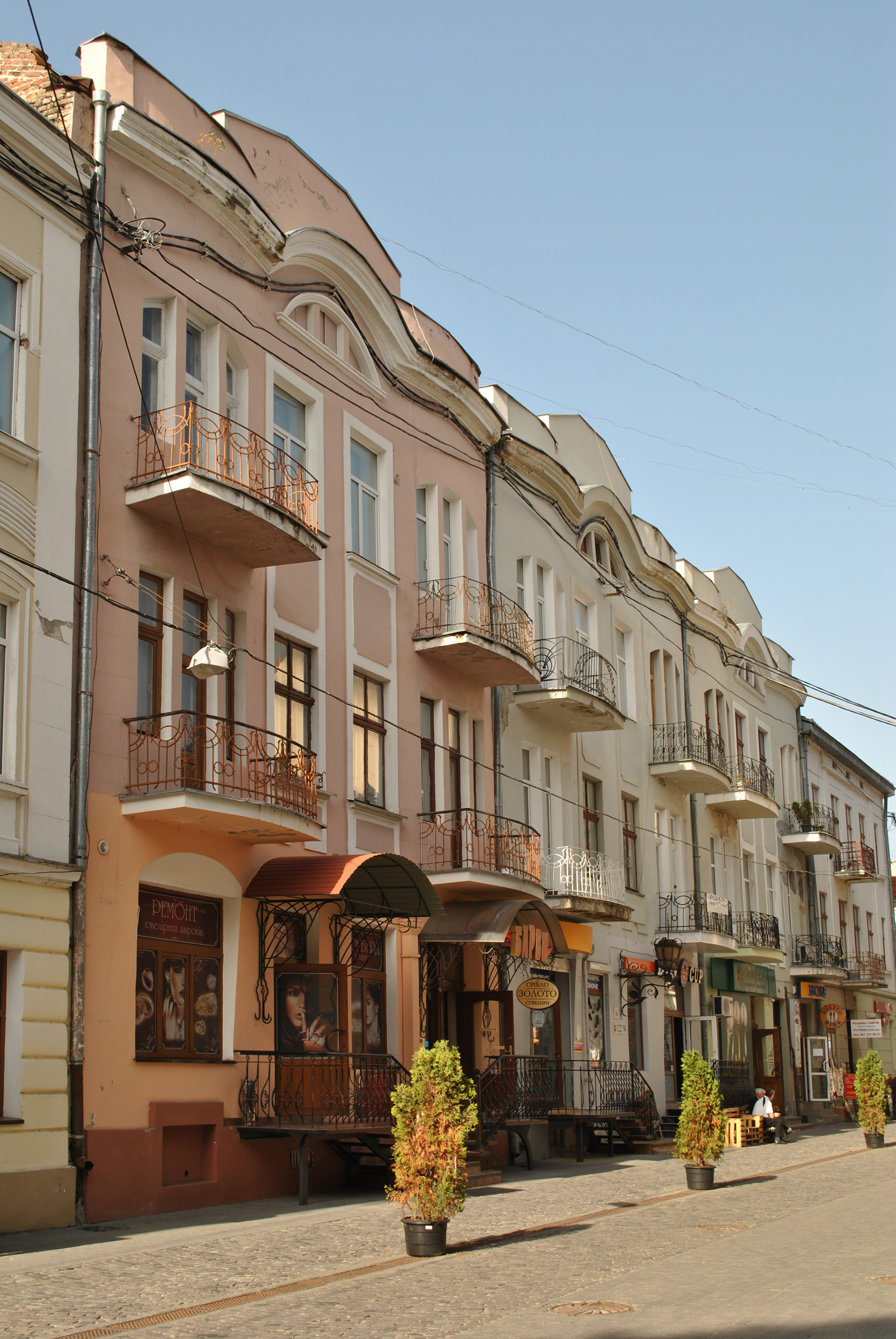
Житлові будинки-близнюки № 16, 14 і 12
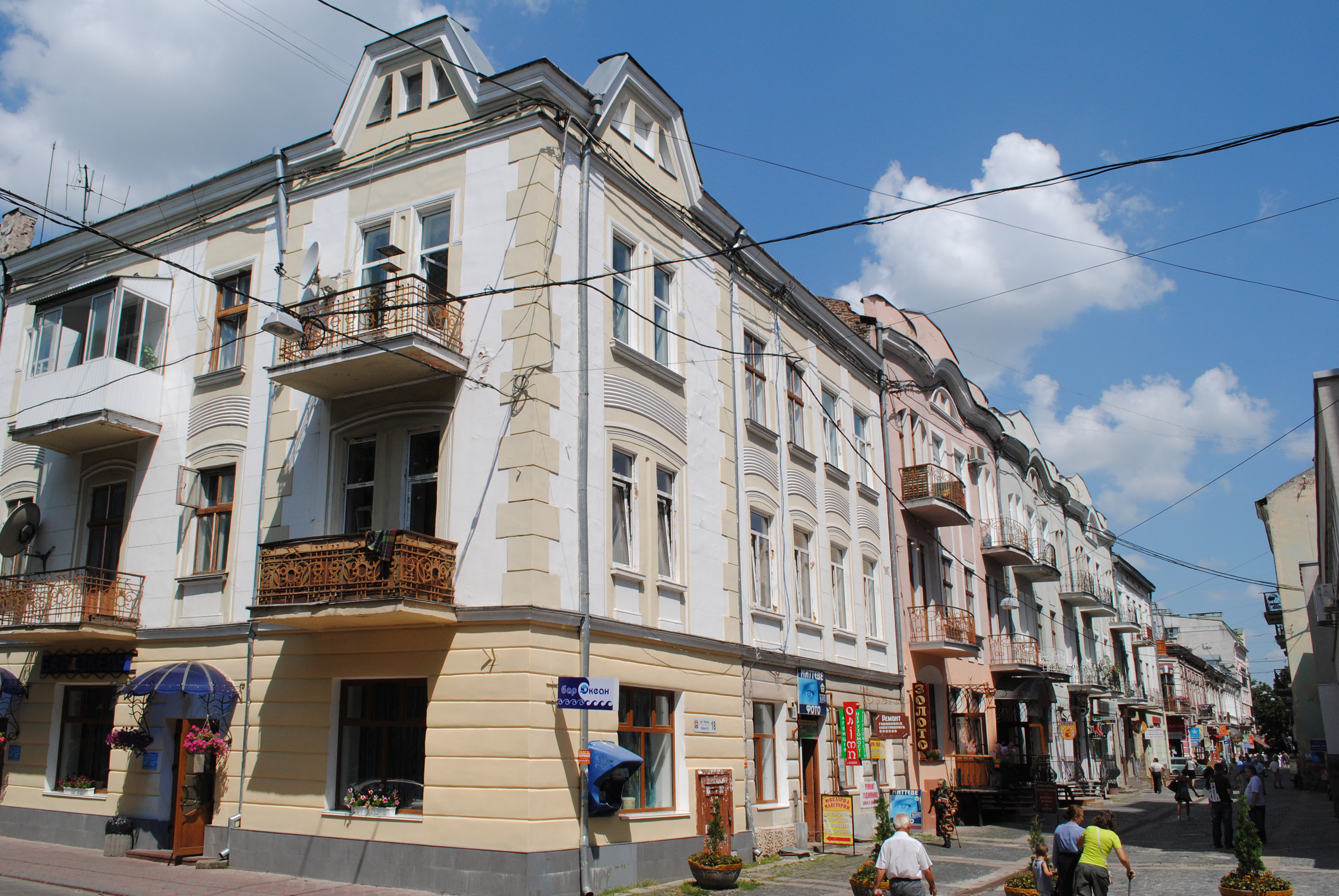
Будинок № 18, вигляд Валової з південного сходу
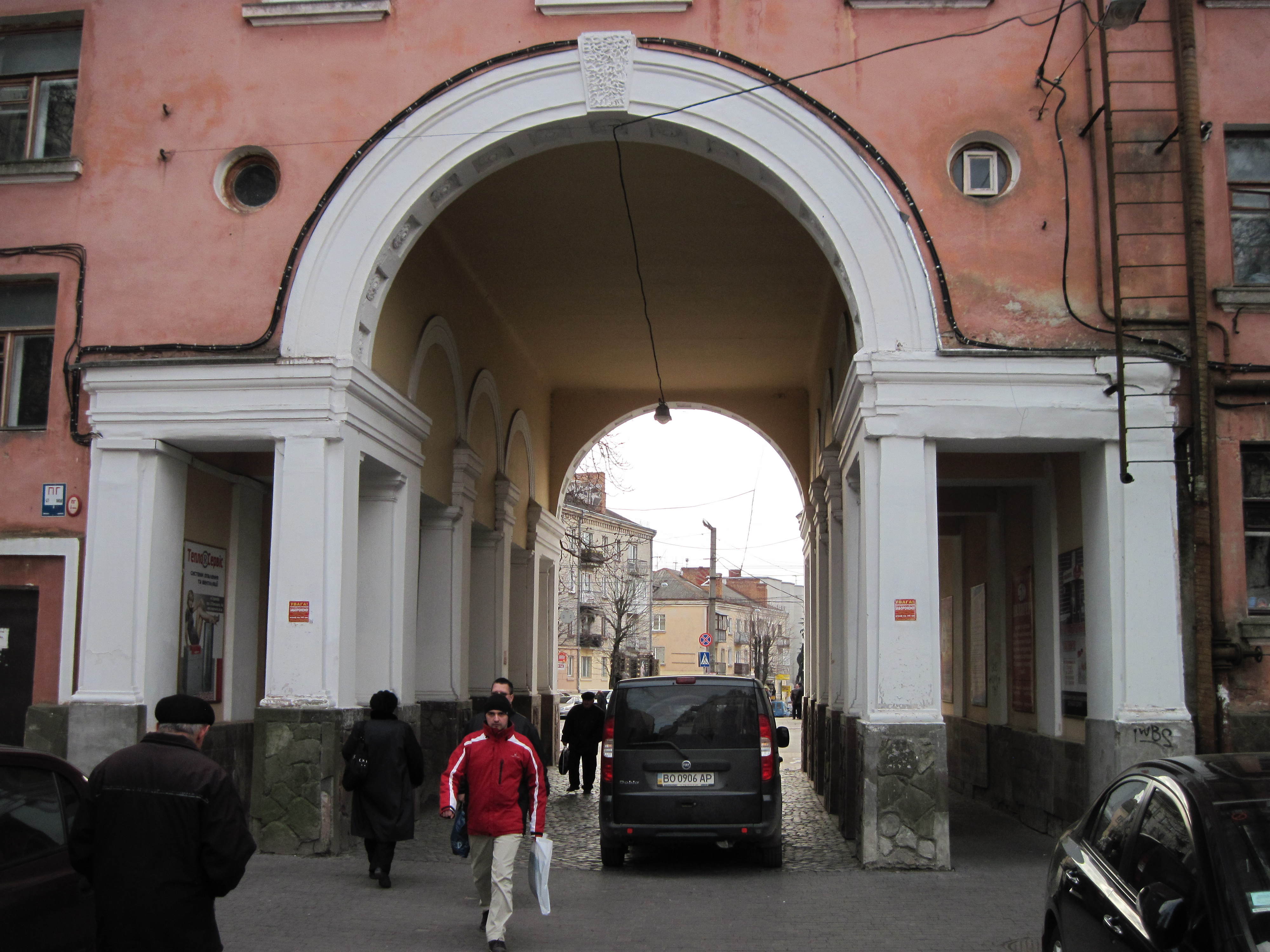
Вигляд на вул. Руську з вул. Валової